# West Area Computing Unit
Die West Area Computing Unit war von 1943 bis 1958 eine Gruppe „menschlicher Computer“ am Langley Memorial Aeronautical Laboratory der National Advisory Committee for Aeronautics (NACA). Die Gruppe bestand ausschließlich aus afroamerikanischen Mathematikerinnen. Die Gruppe gehörte zu den zahlreichen Mathematikerinnen, die während des Zweiten Weltkriegs ihre Karriere in der aeronautischen Forschung begannen. Aufgrund der Rassengesetze in Virginia waren sie zunächst gezwungen, abgesonderte Cafeterias und Toiletten zu benutzen. Die Rassentrennung war so gründlich, dass vielen weißen Mitarbeitern die Existenz der West Area Computing Unit gar nicht bekannt war. 
Die Gruppe unterstand ursprünglich weißen Vorgesetzten. Ab 1949 leitete die afroamerikanische Mathematikerin Dorothy Vaughan die Gruppe. 
Die Gruppe unterstützte die Forschungsingenieure, indem sie ihnen langwierige Rechen- und Zeichenaufgaben abnahm. Vor allem bei den Windkanal-Versuchen wurden Messwerte dadurch aufgenommen, dass Messgeräte während des Versuchs gefilmt oder fotografiert wurden. Die Aufgabe bestand nun darin, die Filme auszuwerten und die Daten in Tabellen zu übertragen. Diese Daten oder daraus abgeleitete Größen wurden dann in Diagramme gezeichnet, auf deren Grundlage die Ingenieure weitere Versuche durchführten.
Die Mathematikerin Katherine Johnson, welche 2015 die Presidential Medal of Freedom erhielt, begann ihre Karriere in der Gruppe, wechselte aber bereits nach zwei Wochen zur Langley Flight Research Division.
Der Spielfilm Hidden Figures – Unerkannte Heldinnen setzt der West Area Computing Unit ein Denkmal. Er basiert auf dem gleichnamigen Buch von Margot Lee Shetterly.